# La Curée des astres
Pour les articles homonymes, voir Curée (homonymie).
La Curée des astres (titre original : The Skylark of Space) est un roman de science-fiction de l'écrivain américain Edward Elmer Smith co-écrit avec Lee Hawkins Garby (en), Il est souvent décrit comme le premier space opéra.Il  parait en 1928 dans le magazine spécialisé américain Amazing Stories.

## Édition française
- E. E. Smith, La Curée des astres, traduit de l'américain par M. Bertin, Hachette & Gallimard, coll. « Le Rayon fantastique », 1954.